# Never Ever
Never Ever is een nummer van de Britse meidengroep All Saints uit 1997. Het is de tweede single van hun titelloze debuutalbum.
"Never Ever" gaat over een op de klippen gelopen relatie. All Saints-lid Shaznay Lewis schreef het nummer dan ook nadat ze het uit had gemaakt met haar vriend. Het nummer werd wereldwijd een grote hit, en een top 10-hit in veel landen. In het Verenigd Koninkrijk werd het een nummer 1-hit. In zowel de Nederlandse Top 40 als de Vlaamse Ultratop 50 schopte "Never Ever" het tot de 4e positie.

## NPO Radio 2 Top 2000
| Nummer met noteringen in de NPO Radio 2 Top 2000 | '02  | '03  | '04  | '05  | '06  | '07  | '08  |
| ------------------------------------------------ | ---- | ---- | ---- | ---- | ---- | ---- | ---- |
| Never Ever                                       | 1303 | 1191 | 1082 | 1451 | 1635 | 1423 | 1425 |

1. ↑  Een vetgedrukt getal geeft de hoogste notering aan.
2. ↑  2002 was het eerste jaar met een notering voor dit nummer.
3. ↑  Deze tabel is bijgewerkt tot en met de laatste editie (2024).